# Fahrni
Fahrni é uma comuna da Suíça, no Cantão Berna, com cerca de 720 habitantes. Estende-se por uma área de 6,67 km², de densidade populacional de 108 hab/km². Confina com as seguintes comunas: Bleiken bei Oberdiessbach, Brenzikofen, Buchholterberg, Heimberg, Homberg, Steffisburg, Unterlangenegg.
A língua oficial nesta comuna é o Alemão.